# Kirk Urso

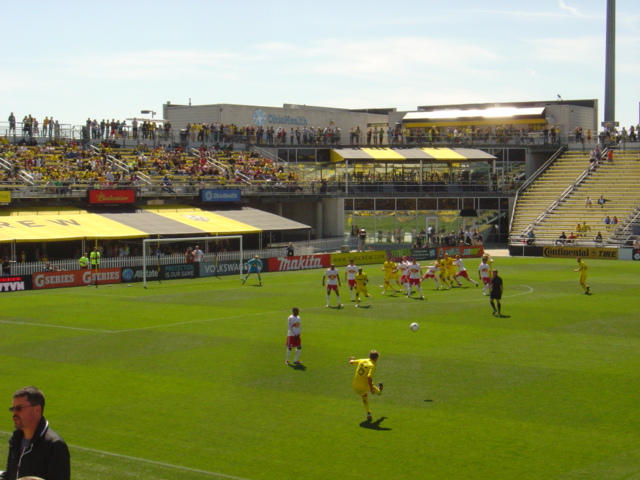
Urso beim Ausführen eines Freistoßes gegen New York Red Bulls (7. April 2012).

Kirk Jon Urso (* 6. März 1990 in Downers Grove, Illinois; † 5. August 2012 in Columbus, Ohio) war ein US-amerikanischer Fußballspieler.

## Karriere

### Amateurkarriere
Urso begann mit dem Fußballspielen bei der University of North Carolina at Chapel Hill. Im Jahr 2011 war er in der Auswahl des NSCAA All-South Region First Team, wo er 80 von 91 Spiele absolvierte. Dabei gelangen ihm 15 Tore und 24 Torvorlagen. Ein Semester verbrachte er jeweils beim Training der Bolton Wanderers und Borussia Dortmund.

### Vereinskarriere
Am 1. März 2012 wurde er vom MLS-Franchise Columbus Crew unter Vertrag genommen. Nach einer Leistenverletzung verpasste er die Spiele im Mai 2012.

### Nationalmannschaft
Für die U-17-Nationalmannschaft der Vereinigten Staaten absolvierte er bei der U-17-Weltmeisterschaft 2007 zwei Spiele. Das erste Spiel beim 2:0-Sieg gegen Belgien, wo ihm ein Tor gelang und das zweite bei der 2:1-Achtelfinalniederlage gegen Deutschland.

## Tod
Am Morgen des 5. August 2012 brach Urso in Columbus zusammen und wurde bewusstlos. Er wurde in das in der Nähe gelegenes Ohio Health – Grant Medical Center gebracht und erlitt dort einen Herzstillstand. Dort verstarb er im Alter von 22 Jahren trotz mehrerer Wiederbelebungsversuche.
Die Autopsie ergab, dass er unter einer arrhythmogenen rechtsventrikulären Kardiomyopathie (ARVCM) litt.
Kurz darauf wurde von der Crew Soccer Foundation ein Kirk Urso Memorial Fund eingerichtet.
Am 19. August 2014 fand ein Kirk Urso Gedenkspiel gegen die University of North Carolina in Columbus statt. Der Erlös wurde für den Kirk Urso Memorial Fund verwendet, der sich für die Entwicklung und Unterstützung der Herz-Gesundheitsforschung von Jugendlichen einsetzt.